# Troglocaris
Troglocaris là một chi tôm nước ngọt trong họ Atyidae. Những con tôm trắng và không có mắt này có thể được tìm thấy ở Nam Âu (Dãy núi Dinaric và Tây Kavkaz). Mặc dù rất phổ biến ở địa phương, nhưng phạm vi nhỏ của từng loài khiến chúng dễ bị mất môi trường sống, ví dụ như do khai thác nước. Môi trường sống ở các hang động dưới lòng đất của chúng thường cực kỳ ổn định; chẳng hạn khu vực hang động Vipavska jama ở Slovenia là nơi sinh sống của quần thể Troglocaris anophthalmus. Mực nước ở nơi này chỉ dao động từ 10 °C (50 °F) vào mùa đông đến 11 °C (52 °F) vào mùa hè. Trong một số hang động Dinaric, đặc biệt là Vjetrenica, có tới ba loài có thể xuất hiện cùng nhau. 

## Các loài
Chi Troglocaris hiện có 15 loài đã được mô tả, nhưng cũng có một số loài chưa được mô tả. Loài Gallocaris inermis, một loài tôm stygobitic ở miền nam nước Pháp, trước đây cũng được xếp vào chi Troglocaris.
Phân chi Troglocaris
- Troglocaris anophthalmus (Kollar, 1848)
- Troglocaris bosnica Sket & Zakšek, 2009
- Troglocaris planinensis Birštejn, 1948

Phân chi Xiphocaridinella
- Troglocaris ablaskiri Birštejn, 1939
- Troglocaris birsteini Mugue, Zueva & Ershov, 2001
- Troglocaris fagei Birštejn, 1939
- Troglocaris jusbaschjani Birštejn, 1948
- Troglocaris kutaissiana (Sadovskij, 1930)
- Troglocaris osterloffi Juzbaš'jan, 1940
- Troglocaris otapi Marin, 2018

Phân chi Troglocaridella
- Troglocaris hercegovinensis (Babić, 1922)

Phân chi Spelaeocaris
- Troglocaris kapellana Sket & Zakšek, 2009
- Troglocaris neglecta Sket & Zakšek, 2009
- Troglocaris prasence Sket & Zakšek, 2009
- Troglocaris pretneri (Matjašič, 1956)